# Momodou Sonko
Momodou Lamin Sonko (Gotemburgo, 31 de enero de 2005) es un futbolista sueco. Juega de extremo izquierdo y su equipo actual es el K. A. A. Gante de la Primera División de Bélgica.

## Trayectoria
Debutó como profesional el 2 de octubre de 2022 con BK Häcken, ingresó al minuto 80 para jugar contra Varbergs BoIS y empataron 1-1. En su primera temporada como profesional solo disputó dos partidos y su club logró el campeonato nacional.
En la temporada 2023 tuvo más participación con el primer equipo, estuvo presente en 42 partidos, convirtió 13 goles y colaboró con 8 asistencias. Fue destacado como el mejor jugador joven del fútbol sueco.
El 29 de enero de 2024 fue fichado por K. A. A. Gante, firmó contrato hasta el 30 de junio de 2028.

## Selección nacional
Ha sido internacional con la selección de fútbol de Suecia en las categorías sub-17, sub-18, sub-19 y sub-21.
Fue convocado por primera vez a la selección absoluta en diciembre de 2023, en un combinado local pero debido a una lesión tuvo que dejar su lugar a otro compañero.

## Estadísticas

### Clubes
Actualizado al último partido citado el 9 de agosto de 2025.
| Club                     | Div.          | Temporada     | Liga  | Liga  | Liga   | Copas nacionales | Copas nacionales | Copas nacionales | Copas internacionales | Copas internacionales | Copas internacionales | Total | Total | Total  |
| Club                     | Div.          | Temporada     | Part. | Goles | Asist. | Part.            | Goles            | Asist.           | Part.                 | Goles                 | Asist.                | Part. | Goles | Asist. |
| ------------------------ | ------------- | ------------- | ----- | ----- | ------ | ---------------- | ---------------- | ---------------- | --------------------- | --------------------- | --------------------- | ----- | ----- | ------ |
| B. K. Häcken · Suecia    | 1.ª           | 2022          | 2     | 0     | 0      | 7                | 3                | 3                | —                     | —                     | —                     | 9     | 3     | 3      |
| B. K. Häcken · Suecia    | 1.ª           | 2023          | 23    | 7     | 4      | 1                | 1                | 0                | 12                    | 3                     | 1                     | 36    | 11    | 5      |
| B. K. Häcken · Suecia    | Total club    | Total club    | 25    | 7     | 4      | 8                | 4                | 3                | 12                    | 3                     | 1                     | 45    | 14    | 8      |
| K. A. A. Gante · Bélgica | 1.ª           | 2023-24       | 7     | 0     | 1      | -                | -                | -                | 2                     | 0                     | 0                     | 9     | 0     | 1      |
| K. A. A. Gante · Bélgica | 1.ª           | 2024-25       | 30    | 2     | 2      | 2                | 2                | 0                | 8                     | 0                     | 1                     | 40    | 4     | 3      |
| K. A. A. Gante · Bélgica | 1.ª           | 2025-26       | 3     | 0     | 0      | -                | -                | -                | -                     | -                     | -                     | 3     | 0     | 0      |
| K. A. A. Gante · Bélgica | Total club    | Total club    | 40    | 2     | 3      | 2                | 2                | 0                | 8                     | 0                     | 1                     | 52    | 4     | 4      |
| Total carrera            | Total carrera | Total carrera | 65    | 9     | 7      | 10               | 6                | 3                | 20                    | 3                     | 2                     | 97    | 18    | 12     |
| 1. 2.                    |               |               |       |       |        |                  |                  |                  |                       |                       |                       |       |       |        |

### Selección
Actualizado al último partido citado el 10 de junio de 2025.
| Selección         | Temporada         | Continental | Continental | Continental | Mundial | Mundial | Mundial | Amistosos | Amistosos | Amistosos | Total | Total | Total  |
| Selección         | Temporada         | Part.       | Goles       | Asist.      | Part.   | Goles   | Asist.  | Part.     | Goles     | Asist.    | Part. | Goles | Asist. |
| ----------------- | ----------------- | ----------- | ----------- | ----------- | ------- | ------- | ------- | --------- | --------- | --------- | ----- | ----- | ------ |
| Sub-17 · Suecia   | 2021-22           | 2           | 0           | 0           | —       | —       | —       | 4         | 0         | 0         | 6     | 0     | 0      |
| Sub-17 · Suecia   | Total sel.        | 2           | 0           | 0           | 0       | 0       | 0       | 4         | 0         | 0         | 6     | 0     | 0      |
| Sub-18 · Suecia   | 2022              | —           | —           | —           | —       | —       | —       | 4         | 2         | 0         | 4     | 2     | 0      |
| Sub-18 · Suecia   | 2023              | —           | —           | —           | —       | —       | —       | 2         | 0         | 0         | 2     | 0     | 0      |
| Sub-18 · Suecia   | Total sel.        | 0           | 0           | 0           | 0       | 0       | 0       | 6         | 2         | 0         | 6     | 2     | 0      |
| Sub-21 · Suecia   | 2023-24           | 1           | 0           | 0           | —       | —       | —       | 3         | 1         | 0         | 4     | 1     | 0      |
| Sub-21 · Suecia   | 2024-25           | -           | -           | -           | —       | —       | —       | 3         | 0         | 0         | 3     | 0     | 0      |
| Sub-21 · Suecia   | Total sel.        | 1           | 0           | 0           | 0       | 0       | 0       | 6         | 1         | 0         | 7     | 1     | 0      |
| Absoluta · Suecia | 2025              | -           | -           | -           | —       | —       | —       | 0         | 0         | 0         | 0     | 0     | 0      |
| Absoluta · Suecia | Total sel.        | 0           | 0           | 0           | 0       | 0       | 0       | 0         | 0         | 0         | 0     | 0     | 0      |
| Total selecciones | Total selecciones | 3           | 0           | 0           | 0       | 0       | 0       | 16        | 3         | 0         | 19    | 3     | 0      |
| 1.                |                   |             |             |             |         |         |         |           |           |           |       |       |        |

## Palmarés

### Títulos nacionales
| Título         | Club         | País   | Año  |
| -------------- | ------------ | ------ | ---- |
| Allsvenskan    | B. K. Häcken | Suecia | 2022 |
| Copa de Suecia | B. K. Häcken | Suecia | 2023 |

### Distinciones individuales
| Distinción                                               | Año  |
| -------------------------------------------------------- | ---- |
| Jugador joven del año para la Asociación Sueca de Fútbol | 2023 |